# Ruländer Hof (Trier)

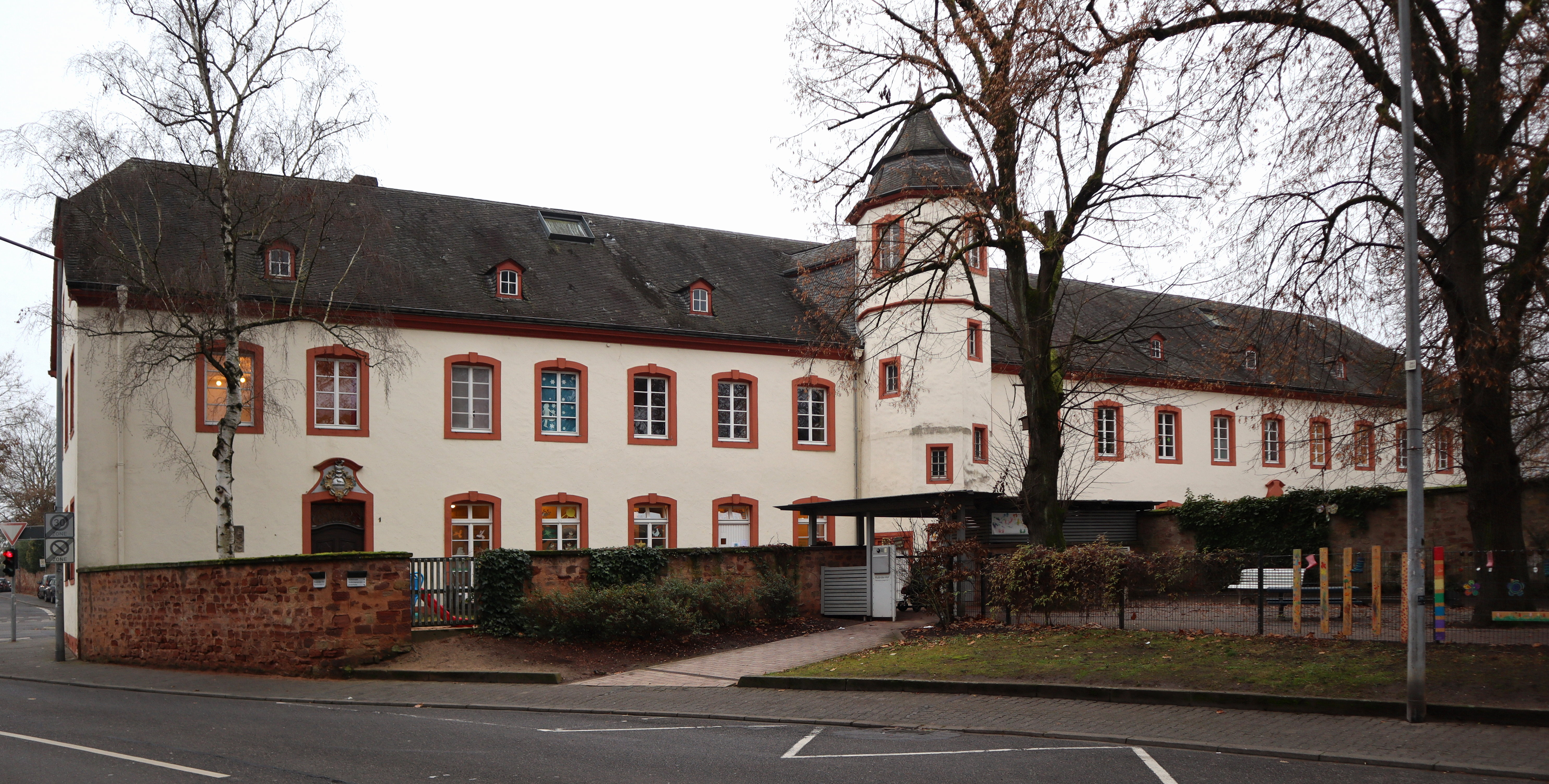
Der Ruländer Hof (Ansicht NO)

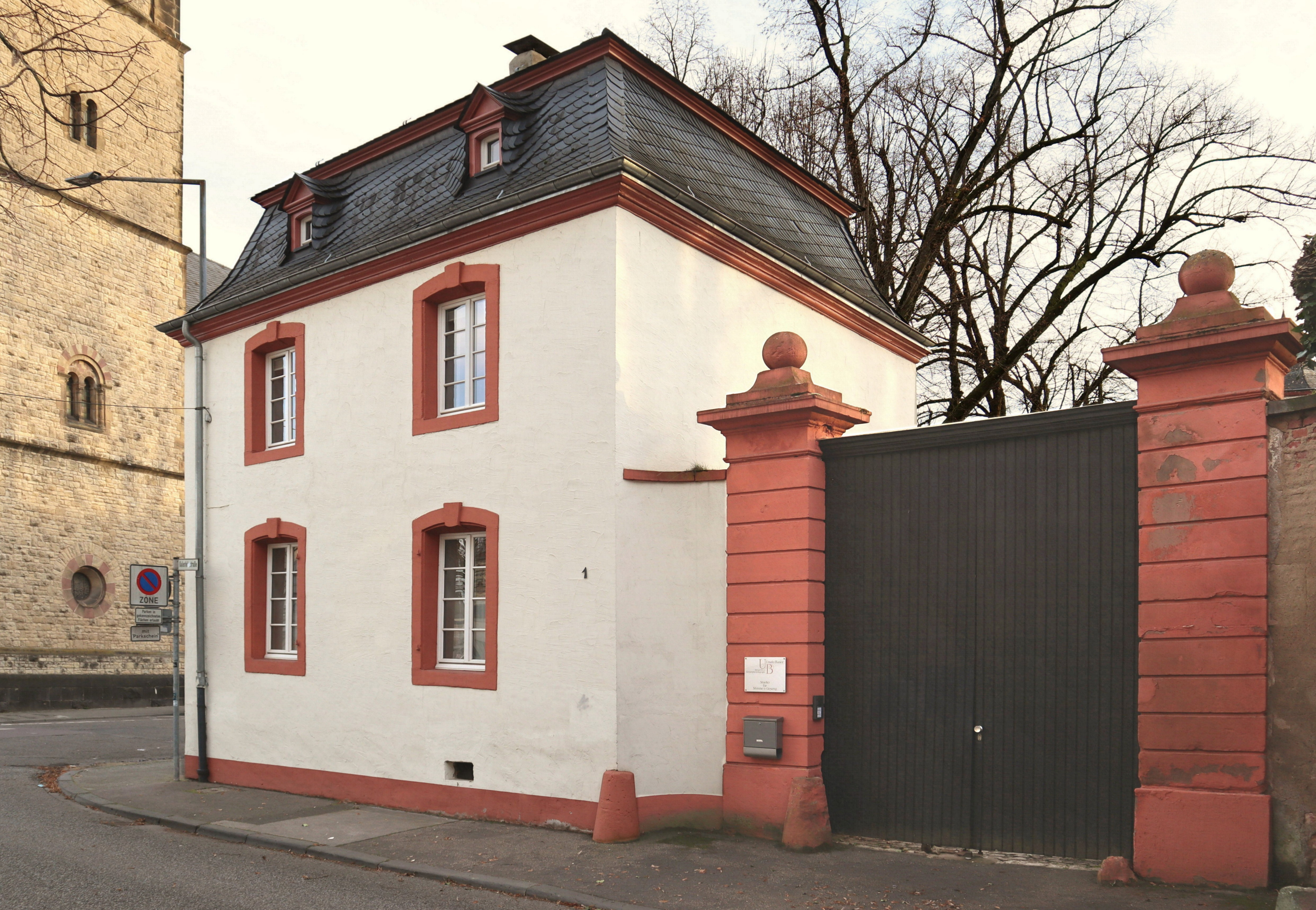
Gartenpavillon

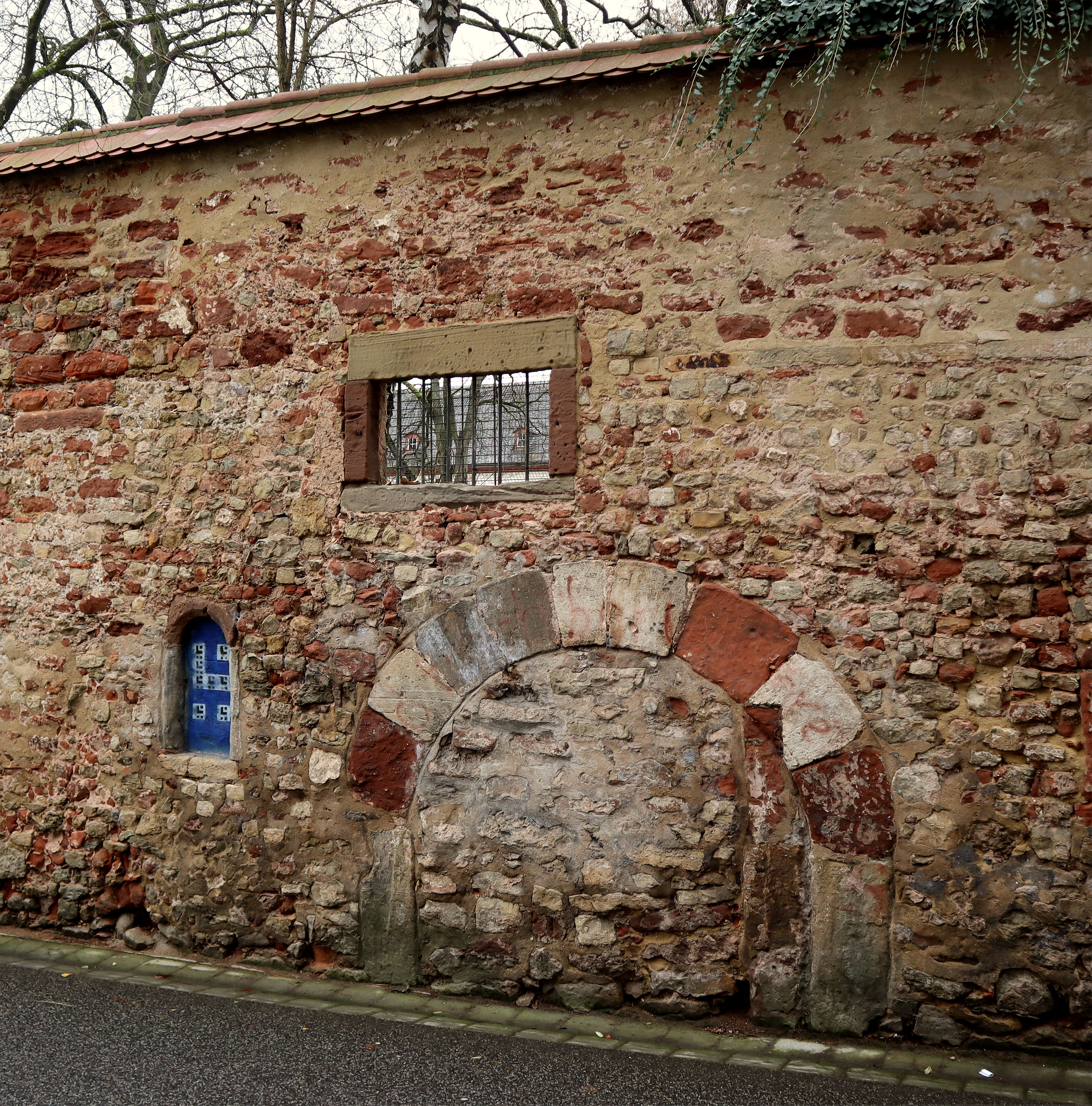
Mittelalterliche Spolien in der nördlichen Umfassungsmauer

Der Ruländer Hof ist ein Gebäude in Trier, Hieronymus-Jaegen-Straße 1 / Kalenfelsstraße 1, dessen Ursprung auf das 13. Jahrhundert zurückgeht.

## Geschichte
Der Name Ruländer Hof stammt von den Herren von Rulant oder von Reuland, den Besitzern im 13. Jahrhundert. Danach kam das Anwesen als Lehen der Fürstbischöfe an Johann von Enschringen und seine Frau Johanna von Schwarzenberg, die das Haus nach 1523 umbauen ließen. Der älteste Gebäudeteil, ein Renaissance-Treppenturm, stammt aus dieser Zeit und trägt am Eingang das Wappen der Eheleute.
Die heute weitgehend vorhandene Bausubstanz stammt aus der Mitte des 19. Jahrhunderts.
Inmitten des langgestreckten Kernbaus ist der Treppenturm aus dem 16. Jahrhundert integriert.  Auf dem Gelände befinden sich ein barocker Gartenpavillon mit Mansardenwalmdach, in der Umfassungsmauer zwei romanische Torbogengewände und ein romanisches Fenster.
Seit 1805 gehört der Ruländer Hof zu den Vereinigten Hospitien und diente seither unter dem Namen „Waisenhaus St. Irminen“ der Betreuung von verwaisten Kindern und Jugendlichen. 

## Heutige Nutzung
1978 wurde der Hof grundlegend saniert und zu einer modern Kinder- und Jugendhilfeeinrichtung umgebaut, in der bis zu 12 Kinder und Jugendliche vollstationär betreut werden können. Nach einer Erweiterung 2009 kann die Institution bis zu 30 Kinder in einer Kinderkrippe aufnehmen. Träger der Einrichtung ist die katholische Stiftung „Vereinigte Hopitien“.